# John Horne Tooke
John Horne Tooke, född 25 juni 1736, död 18 juli 1812, var en brittisk politisk författare.
Horne Tooke var 1760-1773 präst i London men intresserade sig mer för politik. Ytterligtgående radikal, angrep han Bute i en pamflett, deltog i John Wilkes kampanj mot underhuset och misstänktes ha författat Juniusbreven. Under nordamerikanska frihetskriget tog han öppet ställning för kolonierna, och 1774 föranstaltade han en insamling till "ban och änkor efter de engelsmän, som mördats av konungens trupper vid Lexington". Inget åtal följde, men då uttrycket följande år upprepades i en pamflett mot talmannen i underhuset, dömdes Horne Tooke till fängelse och böter. Under 1780-talet spelade Horne Tooke en framstående roll och stod en tid på den Pittska whigregeringens sida. År 1794 anklagades han för högförräderi, men blev tack vare Thomas Erskines försvar frikänd. År 1801 invaldes Horne Tooke i underhuset, men samma år stiftades en lag, enligt vilken präster förklarades icke valbara, varigenom Horne Tooke uteslöts.